# 盧帕河 (伊爾平河支流)

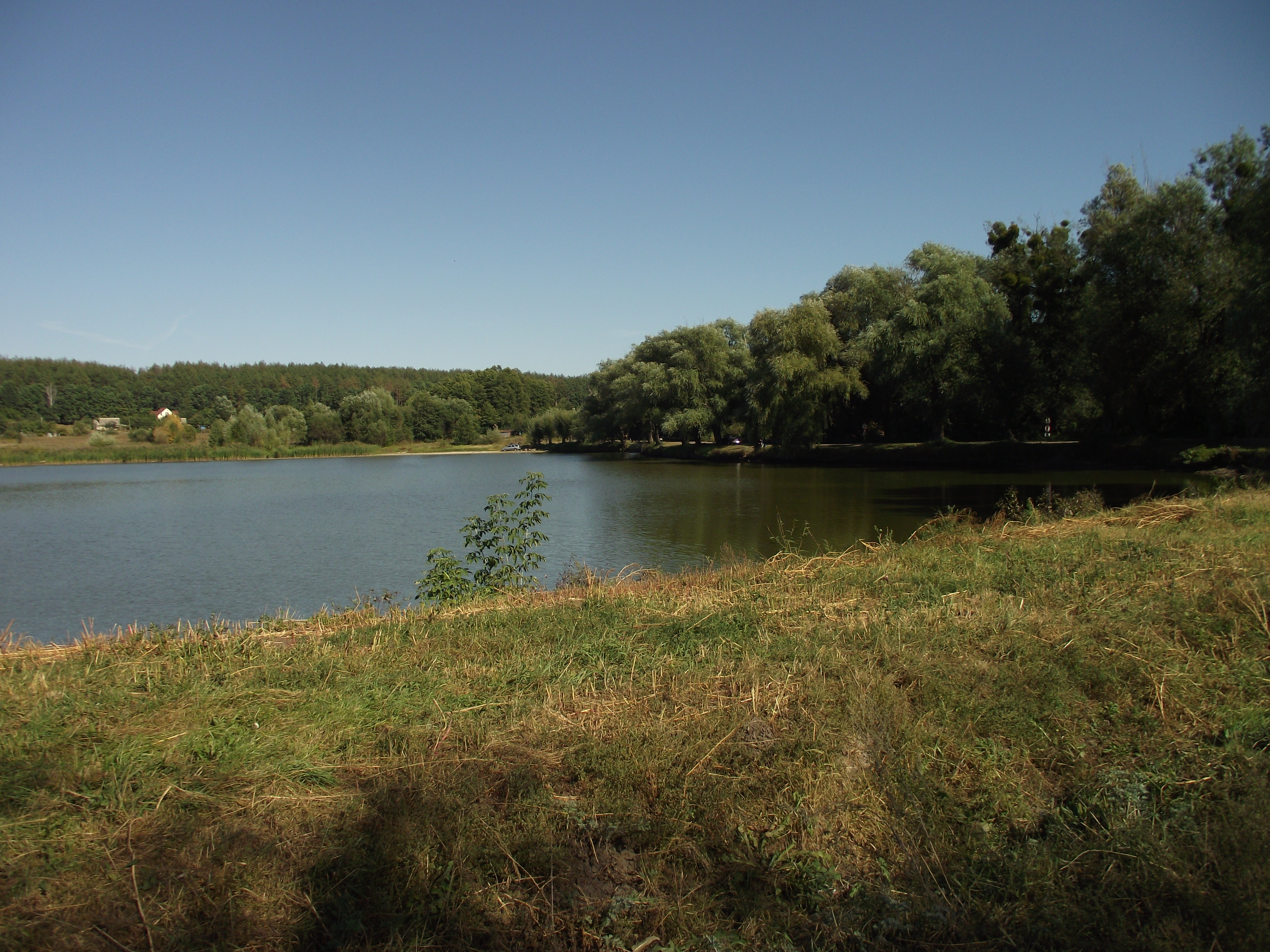

盧帕河（烏克蘭語：Лупа）是烏克蘭的河流，位於該國中北部，屬於伊爾平河的支流，發源自帕什基夫卡，流經基輔州，河道全長14公里，流域面積82平方公里。